# Fritz Loewe

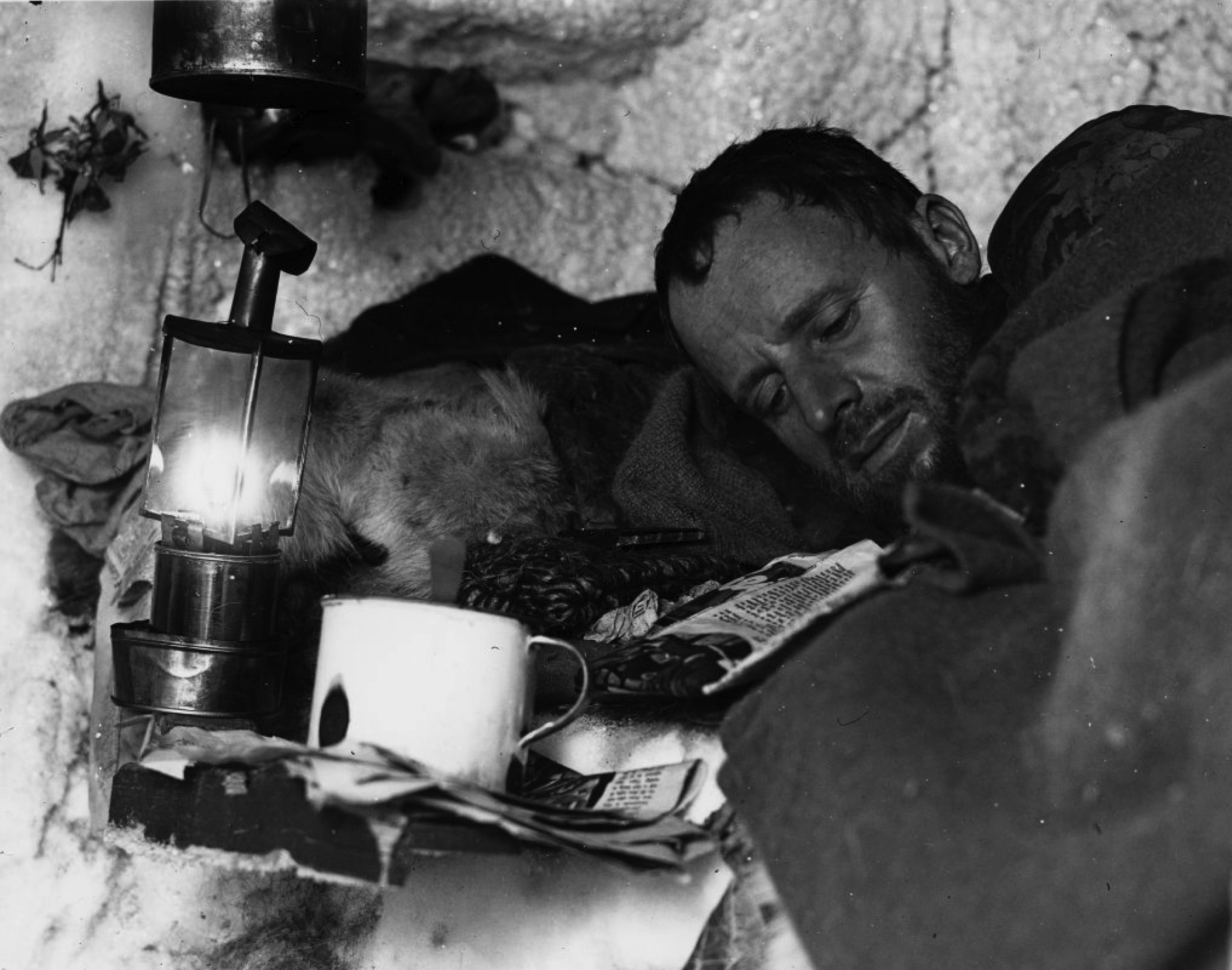
Fritz Loewe in der Station Eismitte

Fritz Philipp Loewe (* 11. März 1895 in Schöneberg, Landkreis Teltow, heute Stadtteil von Berlin; † 27. März 1974 in Heidelberg, Victoria, Australien) war ein  deutscher Meteorologe, Glaziologe und Polarforscher. Nach seiner Emigration aus Deutschland gründete er 1939 an der Universität Melbourne das erste Meteorologische Institut in Australien.

## Leben
Loewe war der Sohn des Landgerichtsrats Eugen Loewe (1855–1925) und dessen Frau Hedwig Loewe, geborene Makower, (1869–1956). Ein Großvater war der Jurist Hermann Makower. Von 1908 bis 1913 besuchte er das Joachimsthalsche Gymnasium in Berlin. Im Ersten Weltkrieg diente Loewe vier Jahre als Artilleriefunker sowohl an der Ost- als auch an der Westfront und wurde mit dem Eisernen Kreuz I. Klasse dekoriert. Er gehörte dem 1919 gegründeten Reichsbund jüdischer Frontsoldaten an. Sein vor dem Krieg an der Universität Grenoble begonnenes Jura-Studium setzte er nach Kriegsende nicht fort. Stattdessen studierte er Physik, Geografie und Meteorologie in Berlin und promovierte 1924 mit der Dissertationsschrift Die geographische Verbreitung der Niederschläge in Afrika. Ab 1923 war er Assistent Carl Dornos am Physikalisch-Meteorologischen Observatorium in Davos, das dem Institut für Hochgebirgsphysiologie und Tuberkuloseforschung angegliedert war. 1924 wechselte er an das Meteorologisch-Magnetische Observatorium in Potsdam und 1925 an das Preußische Aeronautische Observatorium Lindenberg, wo er Kurt Wegener als Leiter der wissenschaftlichen Flugstelle ablöste. Dort, und später auch kurzzeitig im Iran, führte er meteorologische Beobachtungen aus dem Flugzeug durch. Eigentlich wollte er auch Pilot werden, aufgrund seiner Fehlsichtigkeit blieb ihm jedoch nur die Aufgabe, auf dem Rücksitz des Flugzeugs die Instrumente abzulesen und die Messwerte zu notieren. Zusätzlich maß er die kosmische Strahlung auf dem Jungfraujoch und untersuchte den Wärmehaushalt des Aletschgletschers. Auf einer Reise mit dem Forschungsschiff Meteor beteiligte er sich an den ersten direkten Messungen der ozeanischen Tiefenströmung im Atlantik.
1925 lernte er Else Koestler kennen, eine aus dem Sauerland stammende Geografiestudentin, die er zwei Jahre später heiratete.
1929 nahm er gemeinsam mit Johannes Georgi und Ernst Sorge an Alfred Wegeners Vorbereitungsexpedition nach Grönland teil. Diese hatte zum Ziel, für die geplante Hauptexpedition eine geeignete Aufstiegstelle zum Inlandeis zu suchen. Loewe lernte dabei weite Teile Westgrönlands und die wichtigsten Gletscher kennen und wurde mit dem Hundeschlittenreisen auf Schnee und Eis vertraut. Gemeinsam mit Sorge führte er erste seismische Messungen zur Bestimmung der Eisdicke durch.
Während der Hauptexpedition 1930–1931 war Loewes Hauptarbeitsgebiet die Glaziologie. Er montierte die Pegel im Akkumulations- und Ablationsgebiet, die dazu dienten die Veränderungen der Schneehöhe zu messen. Das Wetter bereitete der Expedition 1930 bei der Versorgung der Station Eismitte große logistische Probleme. Nachdem er im August den zweiten Transport nach Eismitte geleitet hatte, begleitete Loewe Wegener auf der vierten und letzten Transportreise vor der Überwinterung. Diese startete am 21. September, um Eismitte mit dringend benötigtem Petroleum und Lebensmitteln zu versorgen. Wegen in diesem Jahr früh einsetzender Schneestürme musste der Transport aufgegeben werden, und das Ziel bestand nur noch darin, Georgi und Sorge für die Überwinterung abzulösen. Wegener, Loewe und der Grönländer Rasmus Villumsen (1909–1930) erreichten unter Verbrauch aller Reserven Eismitte am 30. Oktober. Loewe waren an den letzten Reisetagen alle Zehen erfroren. Diese wurden von Georgi amputiert, und Loewe musste während der sechs Monate dauernden Überwinterung in der Firnhöhle der Station im Schlafsack ausharren. Wegener und Villumsen traten am 1. November die Rückreise an, die sie nicht überlebten. Georgi und Sorge überwinterten mit Loewe in Eismitte und führten meteorologische und glaziologische Messungen durch. Am 7. Mai erreichte erstmals ein Propellerschlitten Eismitte, der Loewe in nur zwei Tagen in die Weststation brachte. Er reiste weiter nach Kamarujuk, um von dort bis zum Eintreffen des neuen Expeditionsleiters Kurt Wegener die Logistik zu organisieren.
1932 war Fritz Loewe zusammen mit Ernst Sorge wissenschaftlicher Berater der Universal-Dr.-Fanck-Grönlandexpedition die zum Ziel hatte, Aufnahmen für den Film SOS Eisberg zu drehen. Dieses Unternehmen musste als wissenschaftliche Expedition deklariert werden, um die Bewilligung für einen Aufenthalt in Grönland zu erhalten.
Im Februar 1934 verlor Loewe als Jude seine Anstellung am Aeronautischen Observatorium. Nachdem er von Sorge denunziert worden war und den Monat August in Haft verbracht hatte, wanderte er mit seiner Frau und seinen noch kleinen Töchtern Ruth (1933–2002) und Susanne (* 1934) nach England aus.  Das Scott Polar Research Institute (SPRI) gewährte ihm zunächst nur ein einjähriges Stipendium, verlängerte dieses allerdings nach Ablauf der Frist. Loewe bekam auch die Möglichkeit, an der Universität Cambridge Vorlesungen über Klimatologie zu halten. Er arbeitete in dieser Zeit die Ergebnisse der Wegener-Expedition auf und begann seine ersten Studien zur Antarktis.
1937 siedelte Loewe mit seiner Familie nach Australien um. Der Mitbegründer des SPRI und Vizekanzler der Universität Melbourne, Sir Raymond Priestley, hatte ihn dazu eingeladen. Die Universität bot Loewe die Möglichkeit, als Hochschullehrer zu arbeiten und ab 1939 das erste universitäre meteorologische Institut Australiens aufzubauen, das er mehr als zwanzig Jahre leiten sollte. In seiner australischen Anfangszeit beschäftigte er sich mit Küstennebel, Staubstürmen und den Bedingungen in der freien Atmosphäre.

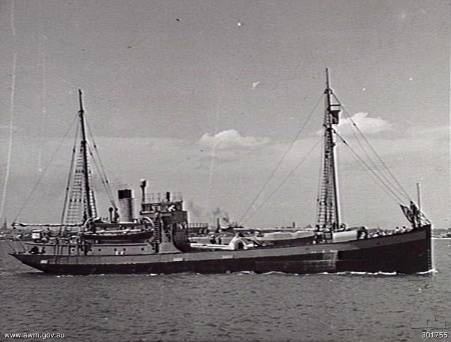
HMAS Wyatt Earp am 19. Dezember 1947

Ab 1947 wandte er sich wieder antarktischen Fragestellungen zu. Er nahm an der gescheiterten Fahrt der HMAS Wyatt Earp  teil, die das Ziel hatte, eine geeignete Stelle für eine australische Dauerstation auf dem antarktischen Festland zu finden. Trotz mehrfacher Versuche konnte die Küste aber wegen des dichten Packeises nicht erreicht werden. 1950 beteiligte er sich am Aufbau der französischen Station Port Martin in Adélieland und im darauf folgenden Jahr an der Expéditions Polaires Françaises. Damit war er der erste Deutsche, der sowohl in der Arktis als auch in der Antarktis überwintert hatte. Messungen dieser Expedition wertete er für die Behandlung der antarktischen Energie- und Massenbilanz aus.
1958 half Loewe auf Bitte der UNESCO bei der Einrichtung eines meteorologischen Ausbildungsinstituts in Karatschi, Pakistan. Bei dieser Gelegenheit untersuchte er den Rückzug einiger Gletscher des Nanga Parbat im Himalaya. Nach seiner Pensionierung im Jahre 1960 arbeitete er zwischen 1961 und 1973 als Gastprofessor am Polarinstitut der Ohio State University in Columbus, USA. Im Wintersemester 1965/66 hielt er Gastvorlesungen an der Westfälischen Wilhelms-Universität in Münster.
Loewe blieb bis ins hohe Alter wissenschaftlich aktiv. 1967 besuchte er letztmals Grönland und konnte an Wegeners ehemaliger Weststation einen starken Rückgang des Inlandeises seit 1931 feststellen.
Obwohl sich Loewe mit vielen Fragen der allgemeinen Meteorologie befasste, beschäftigte er sich hauptsächlich als Glaziologe mit dem Massenhaushalt der großen Inlandeise der Erde. Im Laufe seines Lebens veröffentlichte er etwa 200 Publikationen. In Würdigung seiner wissenschaftlichen Leistung wurden ihm der Ehrendoktortitel der Ohio State University und die Karl-Weyprecht-Medaille der Deutschen Gesellschaft für Polarforschung verliehen.
Fritz Loewe erlitt am 27. März 1974 auf dem Heimweg vom Institut einen Herzinfarkt und verstarb wenig später im Spital.
Nach Fritz Loewe sind das ostantarktische Loewe-Massiv im östlichen Teil der Aramis Range und der zu diesem gehörende Mount Loewe benannt. Ferner ist er Namensgeber für das Fritz-Loewe-Plateau im Adélieland und von Loewe Island westlich der Antarktischen Halbinsel.

## Schriften (Auswahl)
- Else Wegener und Fritz Loewe: Alfred Wegeners letzte Grönlandfahrt. Die Erlebnisse der deutschen Grönlandexpedition 1930/1931 geschildert von seinen Reisegefährten und nach Tagebüchern des Forschers. Brockhaus, Leipzig 1932
- Fritz Loewe: Die deutsche Grönlandexpedition Alfred Wegener. In: Sitzungsberichte der Gesellschaft naturforschender Freunde 9. Mai 1933, S. 201–226
- Fritz Loewe: Beiträge zur Kenntnis der Antarktis. In: Erdkunde 8, 1954, S. 1–15
- Fritz Loewe: Notes on global radiation in Australia. In: Austr. Met. Mag. 15, 1956, S. 31–41
- Fritz Loewe: Das grönländische Inlandeis nach neuen Feststellungen. In: Erdkunde 18, 1964, S. 189–202
- Fritz Loewe: Polar dry deserts. In: Bonner Met. Abhdl. 17, 1974, S. 195–206